# Arnous
Arnous és una partida rural formada per camps de conreu del Pallars Jussà situada en el terme municipal de Conca de Dalt, al Pallars Jussà, a l'antic terme d'Aramunt, en l'àmbit del poble d'Aramunt.
Està situada a ponent de les Eres de la vila d'Aramunt, a la mateixa llera del riu de Carreu, a la seva dreta. El Camí de Tremp limita aquesta partida pel costat de llevant, pel sud ho fa el riu i pel nord, la Costera, just a ran del cementiri municipal. Arnous queda davant, al nord i a l'altre costat del riu de la partida rural dels Horts d'Aramunt, de la qual partida, de fet, forma part.